# Voetbalvereniging Geldrop
Voetbalvereniging Geldrop is een van de succesvolste amateurvoetbalverenigingen van Nederland. Het speelt al zo'n 25 jaar in de Hoofdklasse van het Nederlands amateurvoetbal.

## Erelijst

### Kampioen Hoofdklasse C
- 1977-1978
- 1982-1983
- 1983-1984
- 1986-1987
- 1989-1990
- 1992-1993

### Kampioen van Nederland Zondagamateurs
- 1983-1984
- 1986-1987
- 1989-1990

### Algeheel Amateurkampioen van Nederland
- 1983-1984
- 1986-1987
- 1989-1990

### Winnaar Districtsbeker
- 1989-1990
- 2001-2002